# Výspa (Luby)
Výspa (německy Dürrengrün nebo  Dürengrün) je zaniklá vesnice na území obce Luby, v k. ú. Výspa v okrese Cheb v Karlovarském kraji. Úředně byla vesnice zrušena v roce 1980.
Výspa je také název katastrálního území o rozloze 3,84 km².

## Historie
První písemná zmínka o vesnici pochází z roku 1294 a patřila ke kolonizačnímu území waldsassenského kláštera se správním centrem v Lubech. Po zástavě Chebska českému králi v roce 1322 dochází k střídání majitelů. Roku 1348 se stala majetkem panství v Lesné.
V roce 1869 spadala pod obec Steingrub (Lomnička), samostatnou obcí se stala v roce 1880. Jiný zdroj uvádí rok 1890. V roce 1950 se stala osadou obce Vackov, v roce 1961–1980 částí obce Luby.
Po druhé světové válce postihl vesnici odsun německého obyvatelstva a po válce došlo jen k částečnému dosídlení. Po ukončení nuceného vysídlení v říjnu 1946 smělo ve Výspě zůstat 19 německých obyvatel, kteří byli nepostradatelní jako specialisté pro výrobu hudebních nástrojů. Muži vyráběli součástky pro hudební výrobu. Proměny poválečné doby dokládají i fakta, že v lednu 1947 bydlelo v obci 47 Slováků, ale již v říjnu téhož roku jich zde žilo pouze osm. V roce 1949 bylo založeno zemědělské družstvo, které sloučilo 22 usedlostí, ale 280 ha zemědělské půdy obhospodařovali pouze 23 zemědělci. Po roce 1950 se převážná část pozemků ocitla v zakázaném pásmu, a tím bylo o další existenci obce rozhodnuto. V roce 1951 byla obec Výspa zrušena a začleněna jako osada pod obec Vackov. Výspa se během několika let stala opuštěnou a polorozpadlou vesnicí, ve které zůstali bydlet jen ti staří, němečtí obyvatelé, kteří ani později sami nevysídlili. Když se v roce 1965 stala bývalá obec Výspa částí Lubů, stál zde již jediný obývaný dům, který byl po roce 1970 zbořen. Zpustlý, kdysi pověstný rybník, ze kterého se podle známé lidové písně snažili místní sedláci vylovit měsíc, je proslavil jako chebské kocourkovské občany. Po roce 1990 byl opět postavený a opravený pomník padlých z první světové války a je tak jedinou stopou po bývalé vesnici.

## Přírodní poměry
Zaniklá obec se nachází v přírodním parku Kamenné vrchy na nejvýchodnějším okraji Smrčin. Horninové podloží katastrálního území tvoří převážně fylity saxothuringika.

## Obyvatelstvo
Při sčítání lidu v roce 1921 zde žilo 268 obyvatel, až na jednoho cizozemce všichni německé národnosti, z nichž 258 se hlásili k římskokatolické církvi, deset k evangelické.
| Rok            | 1869 | 1880 | 1890 | 1900 | 1910 | 1921 | 1930 | 1950 | 1961 | 1970 | 1980 | 1991 | 2001 | 2011 |
| -------------- | ---- | ---- | ---- | ---- | ---- | ---- | ---- | ---- | ---- | ---- | ---- | ---- | ---- | ---- |
| Počet obyvatel | 346  | 326  | 325  | 314  | 296  | 268  | 266  | 36   | 9    | –    | –    | –    | –    | –    |
| Počet domů     | 47   | 46   | 49   | 46   | 44   | 46   | 49   | 48   | 5    | –    | –    | –    | –    | –    |